# Igranka
Igranka (Nederlands: Het feest) is een single van het Montenegrijnse rappersduo Who See en zangeres Nina Žižić. Het was de Montenegrijnse inzending voor het Eurovisiesongfestival 2013 in Malmö te Zweden. Het lied strandde in de halve finale. Het nummer is geschreven door Who See zelf.